# Carola Casini
Carola Casini é uma telenovela argentina produzida pela Pol-ka Producciones e exibida pelo Canal 13 entre 18 de março de 1997 e 30 de dezembro de 1997.

## Elenco
- Araceli González - Carola Casini
- Juan Palomino - Santiago Becerra
- Raúl Lavié - Vicente
- Víctor Hugo Vieyra - Carlos
- Federico D'Elía - Luis
- Nicolás Cabré - Camilo
- Matías Santoianni - Cristián
- Malena Solda - Anabella
- Ivo Cutzarida - Lucio